# Jean Hugues Gambin
Jean Hugues Gambin, né à Paris le 15 mai 1764, mort à Toulon (Var) le 18 mai 1835, est un général français de la Révolution et de l’Empire.

## Biographie
Jean Hugues Gambin nait le 15 mai 1764 à Paris, fils de Hugues Gambin et d'Anne Louise Julie Lecomte. Il devient soldat le 25 juillet 1785 en intégrant le 34e régiment d'infanterie d'Angoulême et devient caporal le 19 mars 1786. Gambin est promu sergent le 7 octobre 1787 et sergent-major le 11 novembre 1791. Le 3 septembre 1791, l'Assemblée constituante décrète l'existence de la Garde constitutionnelle du Roi, que Gambin intègre le 22 décembre 1791 en gardant son grade de sergent-major jusqu'au 30 mai 1792. Il devient le sergent-major du 1er bataillon des Gravilliers le 4 septembre puis adjudant-major le 15 septembre 1792 et enfin lieutenant-colonel le 1er avril 1793. Il est promu colonel le 24 décembre 1807 à la tête du 53e régiment de ligne puis à celle du 84e régiment de ligne le 1er mai 1808.

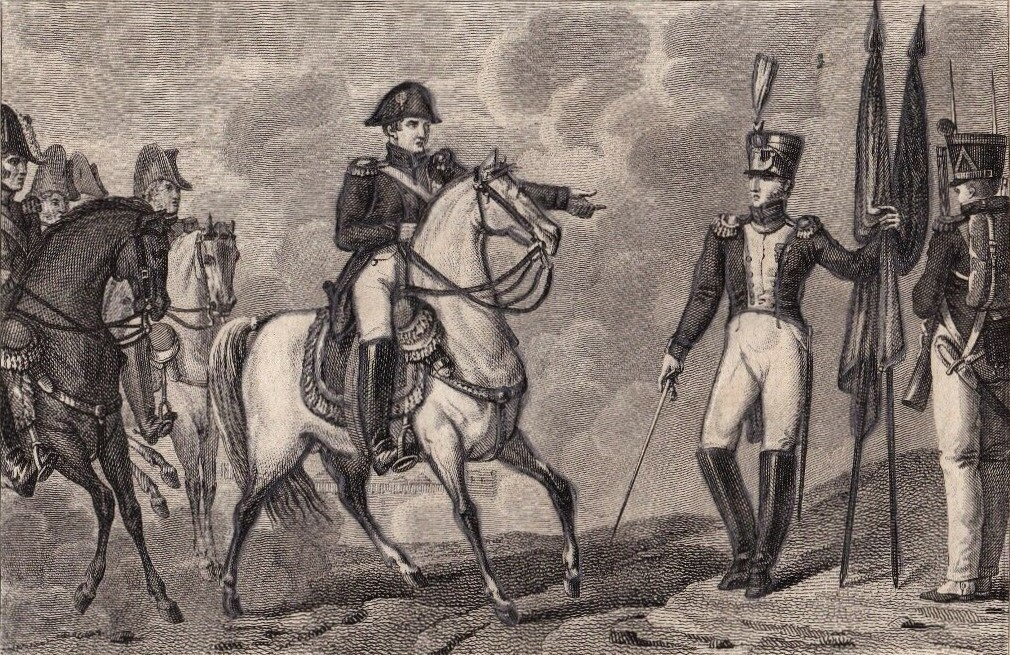
Jean Hugues Gambin présentant les deux drapeaux ennemis à Napoléon à la bataille de Wagram.

Lors du combat de Gratz en juin 1809, il affronte les troupes du général Gyulay. Avec ses deux bataillons du 84e régiment, il repousse les 10 à 12000 Autrichiens pendant environ 14 h, en faisant 5000 prisonniers. À la bataille de Wagram, il présente à Napoléon Ier les deux drapeaux pris à Gratz. En récompense de sa bravoure, l'Empereur lui octroie le titre de comte de l'Empire, le 15 août 1809, avec une dotation de 10 000 francs de rente et obtient les lettres patentes du Sénat le 26 avril 1810,.
Il devient général de brigade commandant d'armes de 2e classe le 5 mars 1811 puis prend sa retraite pour ds raisons de santé le 22 juillet 1813. Il reçoit la croix de Saint-Louis le 25 avril 1821 puis devient officier de la Légion d'honneur le 19 août 1823. Il meurt à Toulon le 18 mai 1835.
Il épouse Marie Victoire de Bourgogne avec qui il a deux filles : Julie Gambin et Marie Gambin